# Gabriele Minak
Gabriele Minak (Imola, 1º giugno 2006) è un nuotatore artistico italiano.

## Biografia
Gabriele Minak ha iniziato a praticare il nuoto sincronizzato dall'età di 8 anni.  Fino al 2019 è stato tesserato presso il CN UISP Bologna, per poi passare alla Futura Club Prato. Oggi è tesserato alla RN Savona
Nel 2019, a 13 anni, ha partecipato ai Campionati Italiani Assoluti Invernali ed Estivi in coppia con Viola Gamberini, figlia di Giovanna Burlando conquistando in entrambe le occasioni la medaglia di bronzo.
Con la stessa compagna ha partecipato ai 2019 FINA Youth World Championships ottenendo il quarto posto.
Dopo tre anni di fermo è rientrato con una nuova compagna, Greta Franzè, con cui ha ottenuto una medaglia d'argento ai Campionati Invernali Juniores, che si è aggiunta a quella nel solo libero. 
Immediatamente dopo ha iniziato a nuotare con Ginevra Marchetti, ottenendo un quarto posto ai Campionati Italiani Assoluti Invernali del 2023 e alla seconda tappa della Coppa del Mondo 2023.
Ai Campionati Italiani Estivi 2023, sia Assoluti sia di Categoria, ha conquistato la medaglia d’argento nel Solo Free dietro Filippo Pelati e la medaglia d’oro nel duo misto free, sempre in coppia con Ginevra Marchetti.
Ai Campionati Europei Juniores svoltisi nel 2023 a Madeira ha conquistato due medaglie di bronzo nuotando con Ginevra Marchetti, uno nel duo free, e una nel duo tecnico.
Ai Campionati Italiani Invernali Juniores 2024 ha vinto medaglie d’argento nel singolo e nel duo misto, quest’ultima medaglia ottenuta anche ai Campionali Invernali Assoluti 2024, in coppia con Ginevra Marchetti, alle spalle di Giorgio Minisini e Susanna Pedotti.
Ha conquistato la medaglia d’oro ai Campionati Europei di Categoria Juniores (Malta 2024) nella specialità duo Tecnico, sempre in coppia con Ginevra Marchetti.
Ai Campionati Italiani Assoluti Estivi 2024 ha conquistato la medaglia d’argento con Squadra nella Routine Acrobatica.Nella medesima competizione ha conquistato la medaglia d’oro nel duo misto.
A fine 2024 è passato con la compagna a Rari Nantes Savona e insieme hanno conquistato il titolo italiano invernale di categoria Juniores nel duo misto nel febbraio del 2025.
Nei Campionati Invernali Assoluti del marzo 2025, svoltisi a Riccione, si è laureato Campione Italiano Assoluto nel Solo Libero e ha conquistato l'argento nel duo misto in coppia con Ginevra Marchetti. 
Ha partecipato alla seconda tappa di Coppa del Mondo 2025 a Sama Bay, conquistando una medaglia d'argento nel Solo Libero e una di Bronzo nel Duo Tecnico, in coppia per la prima volta con Sarah Maria Rizea. 
A maggio 2025 si è confermato Campione Italiano di categoria nel duo misto, ha vinto il bronzo nella Squadra Acrobatica RN Savona e la medaglia d'oro nel Solo Free davanti a Filippo Pelati e Francesco Cosentino.
Ai Campionati Italiani Assoluti Estivi 2025 si è riconfermato Campione Italiano sia nel Solo Free, sia nel Duo Misto con Ginevra Marchetti.
I campionati Europei Juniores 2025 ad Atene lo hanno visto collezionare 5 medaglie (Bronzo nel solo tecnico e nel duo libero con Ginevra Marchetti, Argento nel solo libero, nel duo tecnico con Sarah Maria Rizea e per la prima volta nella Routine Acrobatica della squadra).

## Palmarès

### Coppa del Mondo
- 3 podi:
  - 1 vittoria (1 nella gara individuale)
  - 1 secondo posto (1 nella gara individuale)
  - 1 terzo posto (1 nel duo tecnico)

#### Coppa del mondo - Vittorie
| Data          | Luogo       | Paese   | Disciplina  |
| ------------- | ----------- | ------- | ----------- |
| 5 maggio 2023 | Montpellier | Francia | Solo libero |

### Campionato Italiano Assoluto
- 11 podi:
  - 5 medaglie d’oro ( 3 nel duo misto, 2 nel solo libero)
  - 4 medaglie d’argento (2 nel duo misto, 1 nel solo libero, 1 nella squadra acrobatica)
  - 2 medaglie di bronzo (2 nel duo misto)

### Campionato Italiano categoria Juniores
- 12 podi:
  - 4 medaglie d’oro (3 duo misto, 1 solo libero)
  - 5 medaglie d’argento (2 duo misto e 3 solo libero)
  - 3 medaglie di bronzo (2 solo libero, 1 squadra acrobatica)

### Campionato Europeo categoria Juniores
- 8 podi:
  - 1 medaglia d’oro (duo misto tecnico)
  - 3 medaglie d'argento (Squadra Acrobatica, duo tecnico, solo libero)
  - 4 medaglie di bronzo (duo misto libero e tecnico, solo tecnico)